# Heptagraf
Heptagraf (gr. εφτά, ephtá „siedem” i γράφω, grápho „zapis”) – siedem liter oznaczających jedną lub dwie głoski.
Przykładem heptagrafu jest spółgłoska siedmioliterowa oznaczająca dwie osobne głoski, właściwie trójznak sch i tetragraf tsch występujące w języku niemieckim, która jest najczęściej używana do interpretowania słów lub litery pochodzenia obcego:
- Schtsch – zapis głoski oznaczający dźwięk szcz, która w międzynarodowej transkrypcji fonetycznej IPA pisana jest symbolem [ʃʧ], np. z języka ukraińskiego борщ (borszcz), interpretowany w niemieckim jako borschtsch[2].

W językach afrykańskich ju i taa występuje także siedmioliterowy znak pisany jako dtsʼkxʼ.